# Sweet Marie
"Sweet Marie" är en sång av den svenske indierockartisten Timo Räisänen från 2007. Låten utgör spår nummer tre på dennes tredje studioalbum Love Will Turn You Around (2007), men utgavs också som singel samma år.

## Låtlista
1. "Sweet Marie" (Timo Räisänen)
2. "You Are Loved (Don't Give Up)" (Molly Kaye, Thomas Salter)

## Listplaceringar
| Lista (2007) | Topplacering |
| ------------ | ------------ |
| Sverige      | 3            |

### Fotnoter
1. ↑  ”Timo Räisänen”. Svensk mediedatabas. http://smdb.kb.se/catalog/search?q=Timo+R%C3%A4is%C3%A4nen+typ%3Afonogram&sort=OLDEST. Läst 17 juni 2012.
2. ↑  Listplacering